# Laoská vlajka

Laoská vlajka
Poměr stran: 2:3

Vlajka Laosu je tvořena listem o poměru stran 2:3 se třemi vodorovnými pruhy v barvách červené, tmavě modré a červené, o poměru šírek 1:2:1. Uprostřed širšího modrého pruhu je bílé kruhové pole o průměru rovnému 2/5 šířky vlajky (zároveň jsou to čtyři pětiny šířky modrého pruhu).
Červená barva symbolizuje srdce laoského lidu a jeho krev prolitou za nezávislost, modrá jeho blahobyt, bílá jasnou budoucnost země i spravedlnost, které její lid dosáhl. Bílý kruh je zároveň náznakem měsíce v úplňku, starého symbolu štěstí a dobra.

Rozměry laoské vlajky

## Historie
Současná vlajka vznikla už roku 1945, když byla revolučními silami vyhlášená nezávislost Laosu. V roce 1947 však feudální království přijalo červenou vlajku se třemi bílými slony a vlajka z roku 1945 byla přijata až roku 1975, kdy se země stala lidovou republikou. Jde vlastně o vlajku vlastenecké fronty Laosu (Neo Lao Istala) označované v cizině běžně názvem Pathet Lao. Poté, co v roce 1975 skončila válka ve Vietnamu, která zasáhla také Laos, vyhlásilo komunistické hnutí Pathet Lao v Laosu novou komunistickou republiku. Jeho vlajka pak byla stanovena za státní vlajku.

Vlajka Luang Prabang (do roku 1893) Poměr stran: 2:3
Vlajka francouzského protektorátu Laos (1893–1952) Poměr stran: 2:3
Vlajka Laoského království (1952–1975) Poměr stran: 2:3
Vlajka laoského krále (1952–1975) Poměr stran: 2:3